# Przejściowy Punkt Kontrolny Worubie
Graniczna Placówka Kontrolna Worubie – pododdział Wojsk Ochrony Pogranicza pełniący służbę na przejściu granicznym ze Związkiem Radzieckim.

## Formowanie i zmiany organizacyjne
W październiku 1945 Naczelny Dowódca WP nakazywał sformować na granicy 51 przejściowych punktów kontrolnych.
Graniczna Placówka Kontrolna Worubie powstała w 1945 w strukturze 6 Oddziału Ochrony Pogranicza jako drogowy przejściowy punkt kontrolny. Rozkaz organizacyjny MON nr 077/org. z 2.03.1947 nakazywał przenieść etat PPK Worubie do Świnoujścia.